# Ioan Vieru (Schriftsteller)

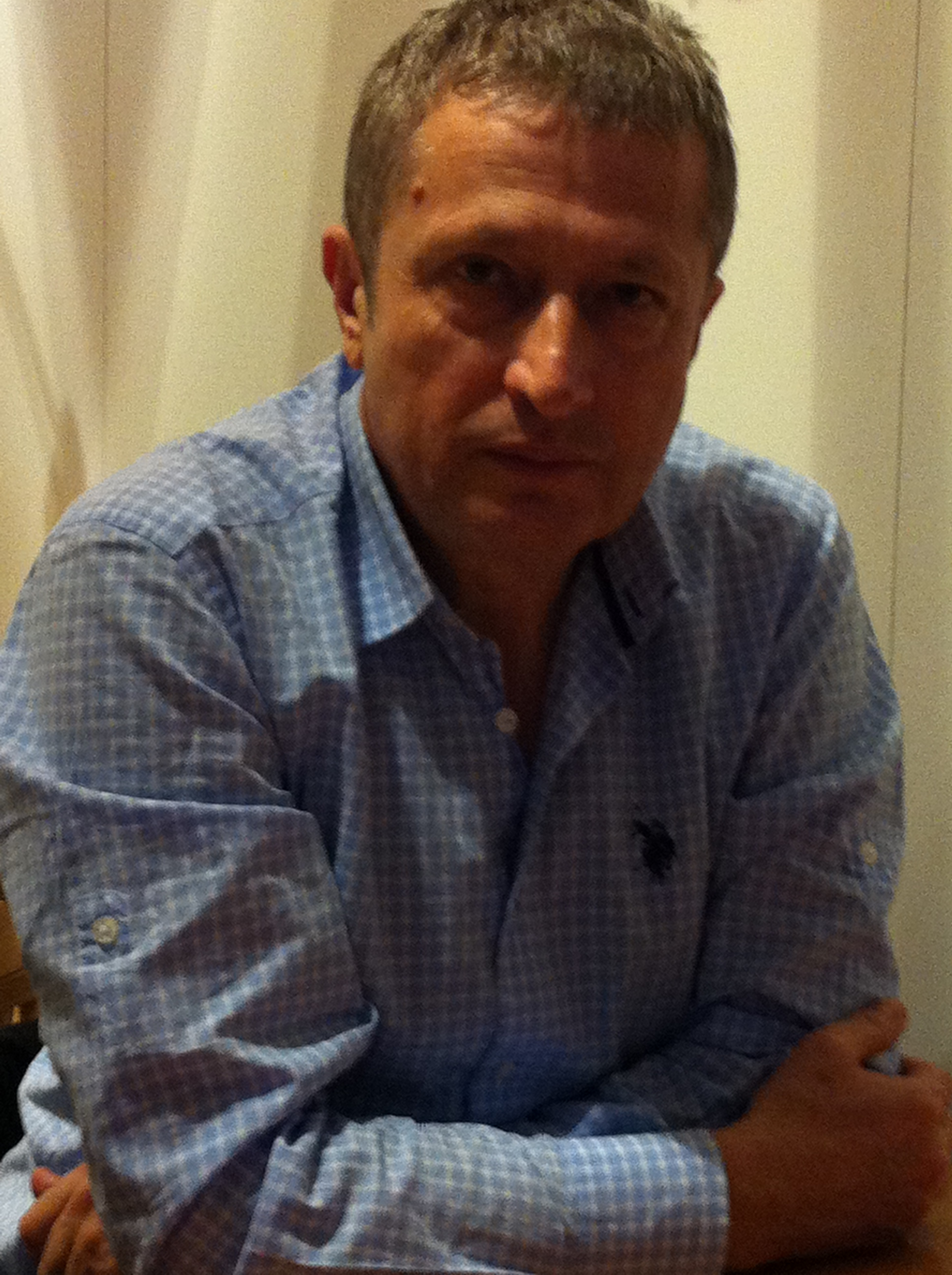
Ioan Vieru

Ioan Vieru  (* 6. Mai 1962 in Târgu Neamț) ist ein rumänischer Poet und Herausgeber.

## Leben
Vieru lebt in Bukarest und gibt die Literatur- und Kunstzeitschrift Contrapunct heraus.
Er ist Mitglied des P.E.N.

## Werke
- Căile șoimului, 1990
- Cearcăn, 1991
- Abisul mîinilor, 1994
- Coloana oficială, 1994
- Transparență cu Pieta, 1997
- Capodopera cinematografică, 1998
- Intervalul răbdării, 2002
- Arhiva din spatele asinilor, 2007

- Zidul din turn, Vorwort von Alexandre Paléologue, 1996
- Crinul regal, Sammlung „Poeți români contemporani“, Präsentation von Dorin Tudoran, 1999

- Zilele fluxului, Vorwort von Ion Stratan, 2000
- Peisaj confiscat, Vorwort von Gheorghe Grigurcu, 1996, 2006

| Personendaten    | Personendaten                    |
| ---------------- | -------------------------------- |
| NAME             | Vieru, Ioan                      |
| KURZBESCHREIBUNG | rumänischer Poet und Herausgeber |
| GEBURTSDATUM     | 6. Mai 1962                      |
| GEBURTSORT       | Târgu Neamț                      |